# Becky G/Auszeichnungen für Musikverkäufe

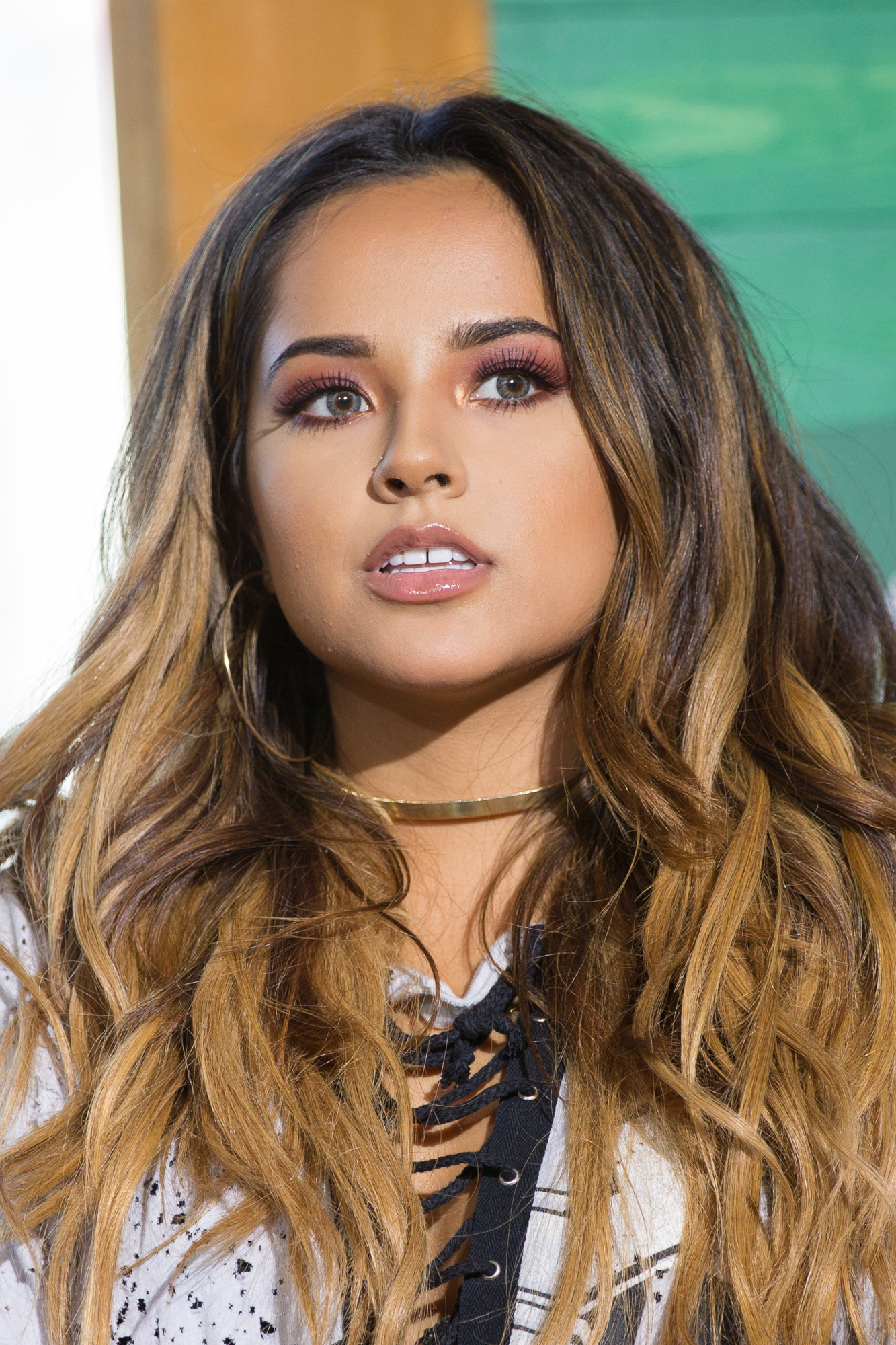
Becky G

Dies ist eine Übersicht über die Auszeichnungen für Musikverkäufe der US-amerikanischen Sängerin Becky G. Die Auszeichnungen finden sich nach ihrer Art (Gold, Platin usw.), nach Staaten getrennt in chronologischer Reihenfolge, geordnet sowie nach den Tonträgern selbst, ebenfalls in chronologischer Reihenfolge, getrennt nach Medium (Alben, Singles usw.), wieder.

## Auszeichnungen
| - Argentinien - 2017: für die Single Mayores - Belgien - 2023: für die Single Arranca - Brasilien - 2021: für das Album Mala Santa - 2021: für die Single Cuando te besé - 2021: für die Single Todo cambió - Chile - 2017: für die Single Mayores - Dänemark - 2020: für die Single Mad Love - Deutschland - 2018: für die Single Mad Love - Frankreich - 2020: für die Single Sin pijama - 2024: für die Single Mamiii - 2025: für die Single Mayores - Italien - 2015: für die Single Shower - 2018: für die Single Mayores - 2020: für die Single Mala Santa - 2021: für die Single Ram pam pam - 2022: für die Single Mamiii - Kanada - 2022: für die Single Lost in the Middle of Nowhere - Kolumbien - 2021: für die Single Ram pam pam - Mexiko - 2020: für die Single Díganle - 2023: für die Single Bailé Con Mi Ex - 2024: für die Single Mercedes - 2024: für die Single Wow Wow - 2025: für die Single Chanel - Peru - 2022: für die Single Mal de Amores - Polen - 2024: für das Album Mala Santa - Portugal - 2018: für die Single Sin pijama - 2022: für die Single Shower - 2022: für die Single Mayores - 2022: für die Single Mamiii - Schweiz - 2018: für die Single Sin pijama - 2022: für die Single Mamiii - Spanien - 2023: für die Single La loto - 2024: für die Single Mi mala (Remix) - 2024: für die Single No mienten - 2024: für die Single Perdiendo la cabeza - 2024: für die Single Wow Wow - 2025: für die Single Que haces - Vereinigte Staaten - 2013: für die Single Oath - 2022: für das Lied No mienten (Latin) - 2023: für die Single Baila Así (Latin) - 2025: für die Single Lost in the Middle of Nowhere - Vereinigtes Königreich - 2021: für die Single Mad Love - 2022: für die Single Shower | - Brasilien - 2021: für die Single Mala Santa - 2021: für die Single Mayores - 2022: für die Single Mamiii - 2023: für die Single La loto - Dänemark - 2014: für das Streaming Shower - Deutschland - 2022: für die Single Shower - Frankreich - 2020: für die Single Mad Love - Italien - 2019: für die Single Mad Love - 2019: für die Single Sin pijama - Kanada - 2015: für die Single Shower - 2019: für die Single Mad Love - Mexiko - 2020: für das Album Mala Santa - 2023: für die Single Ya acabó - 2024: für das Album Esquemas - 2025: für das Album Esquinas - 2025: für die Single Cuando te besé - 2025: für die Single Mayores - Neuseeland - 2013: für die Single Oath - Niederlande - 2014: für die Single Shower - Norwegen - 2020: für die Single Can’t Stop Dancin’ - Polen - 2024: für die Single Sin pijama - Spanien - 2018: für die Single Mad Love - 2018: für die Single Ya es hora - 2019: für die Single Dollar - 2024: für die Single La respuesta - 2024: für die Single Mala Santa - 2024: für die Single Rebota (Remix) - 2024: für die Single Shower - 2024: für die Single Amantes - 2024: für die Single Muchacha - Vereinigte Staaten - 2019: für die Single Rebota (Remix) (Latin) - 2020: für die Single Mala Santa (Latin) - 2020: für die Single Muchacha (Latin) - 2021: für die Single Pa’ Mis Muchachas (Latin) - 2021: für die Single Perdiendo la cabeza (Latin) - 2021: für die Single Te Va Bien (Latin) - 2022: für die Single Bailé Con Mi Ex (Latin) - 2022: für die Single Mal de Amores (Latin) - Zentralamerika - 2022: für die Single Mamiii - 2022: für die Single Ram pam pam - 2022: für die Single Fulanito - Mexiko - 2023: für die Single La respuesta - 2023: für die Single Ram pam pam - 2023: für die Single Fulanito - Australien - 2015: für die Single Shower - Brasilien - 2021: für die Single Sin pijama - 2024: für die Single Mad Love - Mexiko - 2024: für die Single Booty - 2025: für die Single Mamiii - Neuseeland - 2023: für die Single Shower - Polen - 2020: für die Single Mad Love - 2021: für die Single Mayores - Schweden - 2014: für die Single Shower - Spanien - 2021: für die Single Ram pam pam - 2023: für die Single Arranca - 2024: für die Single Bubalu - Vereinigte Staaten - 2015: für die Single Shower - 2018: für die Single Cuando te besé (Latin) - 2018: für die Single Díganle (Latin) | - Mexiko - 2024: für die Single Dollar - 2025: für die Single Mala Santa - Brasilien - 2021: für die Single La respuesta - Norwegen - 2020: für die Single Shower - Spanien - 2024: für die Single Booty - 2024: für die Single Cuando te besé - 2024: für die Single Fulanito - Vereinigte Staaten - 2022: für das Album Esquemas (Latin) - Mexiko - 2025: für das Lied Por El Contrario - Argentinien - 2022: für die Single Mal de Amores - Mexiko - 2024: für die Single Perdiendo la cabeza - Vereinigte Staaten - 2020: für die Single Si una vez (If I Once) (Latin) - 2021: für die Single Ram pam pam (Latin) - 2022: für die Single Booty (Latin) - Spanien - 2018: für die Single Mayores - Spanien - 2024: für die Single Sin pijama - Spanien - 2024: für die Single Mamiii - Vereinigte Staaten - 2019: für das Album Mala Santa (Latin) - 2022: für die Single Fulanito (Latin) - Peru - 2018: für die Single Mayores - Vereinigte Staaten - 2023: für die Single Chanel (Latin) - Vereinigte Staaten - 2022: für die Single Mamiii (Latin) - Vereinigte Staaten - 2024: für die Single Bubalu (Latin) - Vereinigte Staaten - 2021: für die Single Sin pijama (Latin) - Vereinigte Staaten - 2021: für die Single Mayores (Latin) - Frankreich - 2025: für die Single Arranca - Mexiko - 2025: für die Single Mamiii - 2025: für die Single Chanel - Mexiko - 2025: für die Single Cuando te besé - 2025: für die Single Sin pijama - 2025: für die Single Mayores |

## Auszeichnungen nach Alben

### Mala Santa
| Land/Region               | Auszeichnungen für Musikverkäufe (Land/Region, Auszeichnung, Verkäufe) | Verkäufe |
| ------------------------- | ---------------------------------------------------------------------- | -------- |
| Brasilien (PMB)           | Gold                                                                   | 20.000   |
| Mexiko (AMPROFON)         | Platin                                                                 | 60.000   |
| Polen (ZPAV)              | Gold                                                                   | 10.000   |
| Vereinigte Staaten (RIAA) | 7× Platin                                                              | 420.000  |
| Insgesamt                 | 2× Gold · 8× Platin ·                                                  | 510.000  |

### Esquemas
| Land/Region               | Auszeichnungen für Musikverkäufe (Land/Region, Auszeichnung, Verkäufe) | Verkäufe |
| ------------------------- | ---------------------------------------------------------------------- | -------- |
| Mexiko (AMPROFON)         | Platin                                                                 | 140.000  |
| Vereinigte Staaten (RIAA) | 3× Platin                                                              | 180.000  |
| Insgesamt                 | 4× Platin ·                                                            | 320.000  |

### Esquinas
| Land/Region       | Auszeichnungen für Musikverkäufe (Land/Region, Auszeichnung, Verkäufe) | Verkäufe |
| ----------------- | ---------------------------------------------------------------------- | -------- |
| Mexiko (AMPROFON) | Platin                                                                 | 140.000  |
| Insgesamt         | 1× Platin ·                                                            | 140.000  |

## Auszeichnungen nach Singles

### Oath
| Land/Region               | Auszeichnungen für Musikverkäufe (Land/Region, Auszeichnung, Verkäufe) | Verkäufe |
| ------------------------- | ---------------------------------------------------------------------- | -------- |
| Neuseeland (RMNZ)         | Platin                                                                 | 15.000   |
| Vereinigte Staaten (RIAA) | Gold                                                                   | 500.000  |
| Insgesamt                 | 1× Gold · 1× Platin ·                                                  | 515.000  |

### Can’t Stop Dancin’
| Land/Region     | Auszeichnungen für Musikverkäufe (Land/Region, Auszeichnung, Verkäufe) | Verkäufe |
| --------------- | ---------------------------------------------------------------------- | -------- |
| Norwegen (IFPI) | Platin                                                                 | 60.000   |
| Insgesamt       | 1× Platin ·                                                            | 60.000   |

### Shower
| Land/Region                  | Auszeichnungen für Musikverkäufe (Land/Region, Auszeichnung, Verkäufe) | Verkäufe  |
| ---------------------------- | ---------------------------------------------------------------------- | --------- |
| Australien (ARIA)            | 2× Platin                                                              | 140.000   |
| Deutschland (BVMI)           | Platin                                                                 | 300.000   |
| Italien (FIMI)               | Gold                                                                   | 25.000    |
| Kanada (MC)                  | Platin                                                                 | 80.000    |
| Neuseeland (RMNZ)            | 2× Platin                                                              | 60.000    |
| Niederlande (NVPI)           | Platin                                                                 | 30.000    |
| Norwegen (IFPI)              | 3× Platin                                                              | 180.000   |
| Portugal (AFP)               | Gold                                                                   | 5.000     |
| Schweden (IFPI)              | 2× Platin                                                              | 80.000    |
| Spanien (Promusicae)         | Platin                                                                 | 60.000    |
| Vereinigte Staaten (RIAA)    | 2× Platin                                                              | 2.000.000 |
| Vereinigtes Königreich (BPI) | Gold                                                                   | 400.000   |
| Insgesamt                    | 3× Gold · 15× Platin ·                                                 | 3.360.000 |

### Si una vez (If I Once)
| Land/Region               | Auszeichnungen für Musikverkäufe (Land/Region, Auszeichnung, Verkäufe) | Verkäufe |
| ------------------------- | ---------------------------------------------------------------------- | -------- |
| Vereinigte Staaten (RIAA) | 4× Platin                                                              | 240.000  |
| Insgesamt                 | 4× Platin ·                                                            | 240.000  |

### Todo cambió
| Land/Region     | Auszeichnungen für Musikverkäufe (Land/Region, Auszeichnung, Verkäufe) | Verkäufe |
| --------------- | ---------------------------------------------------------------------- | -------- |
| Brasilien (PMB) | Gold                                                                   | 20.000   |
| Insgesamt       | 1× Gold ·                                                              | 20.000   |

### Mayores
| Land/Region               | Auszeichnungen für Musikverkäufe (Land/Region, Auszeichnung, Verkäufe) | Verkäufe  |
| ------------------------- | ---------------------------------------------------------------------- | --------- |
| Argentinien (CAPIF)       | Gold                                                                   | 10.000    |
| Brasilien (PMB)           | Platin                                                                 | 40.000    |
| Chile (IFPI)              | Gold                                                                   | 40.000    |
| Frankreich (SNEP)         | Gold                                                                   | 100.000   |
| Italien (FIMI)            | Gold                                                                   | 25.000    |
| Mexiko (AMPROFON)         | 2× Diamant · + Platin                                                  | 660.000   |
| Peru (UNIMPRO)            | 9× Platin                                                              | 54.000    |
| Polen (ZPAV)              | 2× Platin                                                              | 40.000    |
| Portugal (AFP)            | Gold                                                                   | 5.000     |
| Spanien (Promusicae)      | 5× Platin                                                              | 200.000   |
| Vereinigte Staaten (RIAA) | 46× Platin                                                             | 2.760.000 |
| Insgesamt                 | 5× Gold · 24× Platin · 6× Diamant ·                                    | 3.934.000 |

### Díganle
| Land/Region               | Auszeichnungen für Musikverkäufe (Land/Region, Auszeichnung, Verkäufe) | Verkäufe |
| ------------------------- | ---------------------------------------------------------------------- | -------- |
| Mexiko (AMPROFON)         | Gold                                                                   | 30.000   |
| Vereinigte Staaten (RIAA) | 2× Platin                                                              | 120.000  |
| Insgesamt                 | 1× Gold · 2× Platin ·                                                  | 150.000  |

### Mi mala (Remix)
| Land/Region          | Auszeichnungen für Musikverkäufe (Land/Region, Auszeichnung, Verkäufe) | Verkäufe |
| -------------------- | ---------------------------------------------------------------------- | -------- |
| Spanien (Promusicae) | Gold                                                                   | 30.000   |
| Insgesamt            | 1× Gold ·                                                              | 30.000   |

### Mad Love
| Land/Region                  | Auszeichnungen für Musikverkäufe (Land/Region, Auszeichnung, Verkäufe) | Verkäufe  |
| ---------------------------- | ---------------------------------------------------------------------- | --------- |
| Brasilien (PMB)              | 2× Platin                                                              | 80.000    |
| Dänemark (IFPI)              | Gold                                                                   | 45.000    |
| Deutschland (BVMI)           | Gold                                                                   | 200.000   |
| Frankreich (SNEP)            | Platin                                                                 | 200.000   |
| Italien (FIMI)               | Platin                                                                 | 50.000    |
| Kanada (MC)                  | Platin                                                                 | 80.000    |
| Polen (ZPAV)                 | 2× Platin                                                              | 40.000    |
| Spanien (Promusicae)         | Platin                                                                 | 40.000    |
| Vereinigtes Königreich (BPI) | Gold                                                                   | 400.000   |
| Insgesamt                    | 3× Gold · 8× Platin ·                                                  | 1.135.000 |

### Ya es hora
| Land/Region          | Auszeichnungen für Musikverkäufe (Land/Region, Auszeichnung, Verkäufe) | Verkäufe |
| -------------------- | ---------------------------------------------------------------------- | -------- |
| Spanien (Promusicae) | Platin                                                                 | 40.000   |
| Insgesamt            | 1× Platin ·                                                            | 40.000   |

### Sin pijama
| Land/Region               | Auszeichnungen für Musikverkäufe (Land/Region, Auszeichnung, Verkäufe) | Verkäufe  |
| ------------------------- | ---------------------------------------------------------------------- | --------- |
| Brasilien (PMB)           | 2× Platin                                                              | 80.000    |
| Frankreich (SNEP)         | Gold                                                                   | 100.000   |
| Italien (FIMI)            | Platin                                                                 | 50.000    |
| Mexiko (AMPROFON)         | 2× Diamant                                                             | 600.000   |
| Polen (ZPAV)              | Platin                                                                 | 50.000    |
| Portugal (AFP)            | Gold                                                                   | 5.000     |
| Schweiz (IFPI)            | Gold                                                                   | 10.000    |
| Spanien (Promusicae)      | 6× Platin                                                              | 360.000   |
| Vereinigte Staaten (RIAA) | 38× Platin                                                             | 2.280.000 |
| Insgesamt                 | 3× Gold · 18× Platin · 5× Diamant ·                                    | 3.535.000 |

### Cuando te besé
| Land/Region               | Auszeichnungen für Musikverkäufe (Land/Region, Auszeichnung, Verkäufe) | Verkäufe |
| ------------------------- | ---------------------------------------------------------------------- | -------- |
| Brasilien (PMB)           | Gold                                                                   | 20.000   |
| Mexiko (AMPROFON)         | 2× Diamant · + Platin                                                  | 660.000  |
| Spanien (Promusicae)      | 3× Platin                                                              | 180.000  |
| Vereinigte Staaten (RIAA) | 2× Platin                                                              | 120.000  |
| Insgesamt                 | 1× Gold · 5× Platin · 2× Diamant ·                                     | 980.000  |

### Booty
| Land/Region               | Auszeichnungen für Musikverkäufe (Land/Region, Auszeichnung, Verkäufe) | Verkäufe |
| ------------------------- | ---------------------------------------------------------------------- | -------- |
| Mexiko (AMPROFON)         | 2× Platin                                                              | 120.000  |
| Spanien (Promusicae)      | 3× Platin                                                              | 180.000  |
| Vereinigte Staaten (RIAA) | 4× Platin                                                              | 240.000  |
| Insgesamt                 | 9× Platin ·                                                            | 540.000  |

### Bubalu
| Land/Region               | Auszeichnungen für Musikverkäufe (Land/Region, Auszeichnung, Verkäufe) | Verkäufe  |
| ------------------------- | ---------------------------------------------------------------------- | --------- |
| Spanien (Promusicae)      | 2× Platin                                                              | 120.000   |
| Vereinigte Staaten (RIAA) | 24× Platin                                                             | 1.440.000 |
| Insgesamt                 | 6× Platin · 2× Diamant ·                                               | 1.560.000 |

### Lost in the Middle of Nowhere
| Land/Region               | Auszeichnungen für Musikverkäufe (Land/Region, Auszeichnung, Verkäufe) | Verkäufe |
| ------------------------- | ---------------------------------------------------------------------- | -------- |
| Kanada (MC)               | Gold                                                                   | 40.000   |
| Vereinigte Staaten (RIAA) | Gold                                                                   | 500.000  |
| Insgesamt                 | 2× Gold ·                                                              | 540.000  |

### La respuesta
| Land/Region          | Auszeichnungen für Musikverkäufe (Land/Region, Auszeichnung, Verkäufe) | Verkäufe |
| -------------------- | ---------------------------------------------------------------------- | -------- |
| Brasilien (PMB)      | 3× Platin                                                              | 120.000  |
| Mexiko (AMPROFON)    | 3× Gold                                                                | 90.000   |
| Spanien (Promusicae) | Platin                                                                 | 60.000   |
| Insgesamt            | 1× Gold · 5× Platin ·                                                  | 270.000  |

### Dollar
| Land/Region          | Auszeichnungen für Musikverkäufe (Land/Region, Auszeichnung, Verkäufe) | Verkäufe |
| -------------------- | ---------------------------------------------------------------------- | -------- |
| Mexiko (AMPROFON)    | 5× Gold                                                                | 150.000  |
| Spanien (Promusicae) | Platin                                                                 | 40.000   |
| Insgesamt            | 1× Gold · 3× Platin ·                                                  | 190.000  |

### Rebota (Remix)
| Land/Region               | Auszeichnungen für Musikverkäufe (Land/Region, Auszeichnung, Verkäufe) | Verkäufe |
| ------------------------- | ---------------------------------------------------------------------- | -------- |
| Spanien (Promusicae)      | Platin                                                                 | 60.000   |
| Vereinigte Staaten (RIAA) | Platin                                                                 | 60.000   |
| Insgesamt                 | 2× Platin ·                                                            | 120.000  |

### Mala Santa
| Land/Region               | Auszeichnungen für Musikverkäufe (Land/Region, Auszeichnung, Verkäufe) | Verkäufe |
| ------------------------- | ---------------------------------------------------------------------- | -------- |
| Brasilien (PMB)           | Platin                                                                 | 40.000   |
| Italien (FIMI)            | Gold                                                                   | 35.000   |
| Mexiko (AMPROFON)         | 5× Gold                                                                | 150.000  |
| Spanien (Promusicae)      | Platin                                                                 | 60.000   |
| Vereinigte Staaten (RIAA) | Platin                                                                 | 60.000   |
| Insgesamt                 | 2× Gold · 5× Platin ·                                                  | 345.000  |

### Perdiendo la cabeza
| Land/Region               | Auszeichnungen für Musikverkäufe (Land/Region, Auszeichnung, Verkäufe) | Verkäufe |
| ------------------------- | ---------------------------------------------------------------------- | -------- |
| Mexiko (AMPROFON)         | 4× Platin                                                              | 240.000  |
| Spanien (Promusicae)      | Gold                                                                   | 30.000   |
| Vereinigte Staaten (RIAA) | Platin                                                                 | 60.000   |
| Insgesamt                 | 1× Gold · 5× Platin ·                                                  | 330.000  |

### No mienten
| Land/Region               | Auszeichnungen für Musikverkäufe (Land/Region, Auszeichnung, Verkäufe) | Verkäufe |
| ------------------------- | ---------------------------------------------------------------------- | -------- |
| Spanien (Promusicae)      | Gold                                                                   | 30.000   |
| Vereinigte Staaten (RIAA) | Gold                                                                   | 30.000   |
| Insgesamt                 | 2× Gold ·                                                              | 60.000   |

### Muchacha
| Land/Region               | Auszeichnungen für Musikverkäufe (Land/Region, Auszeichnung, Verkäufe) | Verkäufe |
| ------------------------- | ---------------------------------------------------------------------- | -------- |
| Spanien (Promusicae)      | Platin                                                                 | 60.000   |
| Vereinigte Staaten (RIAA) | Platin                                                                 | 60.000   |
| Insgesamt                 | 2× Platin ·                                                            | 120.000  |

### Te Va Bien
| Land/Region               | Auszeichnungen für Musikverkäufe (Land/Region, Auszeichnung, Verkäufe) | Verkäufe |
| ------------------------- | ---------------------------------------------------------------------- | -------- |
| Vereinigte Staaten (RIAA) | Platin                                                                 | 60.000   |
| Insgesamt                 | 1× Platin ·                                                            | 60.000   |

### Ram pam pam
| Land/Region               | Auszeichnungen für Musikverkäufe (Land/Region, Auszeichnung, Verkäufe) | Verkäufe |
| ------------------------- | ---------------------------------------------------------------------- | -------- |
| Italien (FIMI)            | Gold                                                                   | 35.000   |
| Kolumbien (ASINCOL)       | Gold                                                                   | 5.000    |
| Mexiko (AMPROFON)         | 3× Gold                                                                | 210.000  |
| Spanien (Promusicae)      | 2× Platin                                                              | 80.000   |
| Vereinigte Staaten (RIAA) | 4× Platin                                                              | 240.000  |
| Zentralamerika (CFC)      | Platin                                                                 | 70.000   |
| Insgesamt                 | 3× Gold · 8× Platin ·                                                  | 640.000  |

### Fulanito
| Land/Region               | Auszeichnungen für Musikverkäufe (Land/Region, Auszeichnung, Verkäufe) | Verkäufe |
| ------------------------- | ---------------------------------------------------------------------- | -------- |
| Mexiko (AMPROFON)         | 3× Gold                                                                | 210.000  |
| Spanien (Promusicae)      | 3× Platin                                                              | 180.000  |
| Vereinigte Staaten (RIAA) | 7× Platin                                                              | 420.000  |
| Zentralamerika (CFC)      | Platin                                                                 | 70.000   |
| Insgesamt                 | 1× Gold · 12× Platin ·                                                 | 880.000  |

### Mal de Amores
| Land/Region               | Auszeichnungen für Musikverkäufe (Land/Region, Auszeichnung, Verkäufe) | Verkäufe |
| ------------------------- | ---------------------------------------------------------------------- | -------- |
| Argentinien (CAPIF)       | 4× Platin                                                              | 80.000   |
| Peru (UNIMPRO)            | Gold                                                                   | 3.000    |
| Vereinigte Staaten (RIAA) | Platin                                                                 | 60.000   |
| Insgesamt                 | 1× Gold · 5× Platin ·                                                  | 143.000  |

### Baila Así
| Land/Region               | Auszeichnungen für Musikverkäufe (Land/Region, Auszeichnung, Verkäufe) | Verkäufe |
| ------------------------- | ---------------------------------------------------------------------- | -------- |
| Vereinigte Staaten (RIAA) | Gold                                                                   | 30.000   |
| Insgesamt                 | 1× Gold ·                                                              | 30.000   |

### Pa’ Mis Muchachas
| Land/Region               | Auszeichnungen für Musikverkäufe (Land/Region, Auszeichnung, Verkäufe) | Verkäufe |
| ------------------------- | ---------------------------------------------------------------------- | -------- |
| Vereinigte Staaten (RIAA) | Platin                                                                 | 60.000   |
| Insgesamt                 | 1× Platin ·                                                            | 60.000   |

### Mamiii
| Land/Region               | Auszeichnungen für Musikverkäufe (Land/Region, Auszeichnung, Verkäufe) | Verkäufe  |
| ------------------------- | ---------------------------------------------------------------------- | --------- |
| Brasilien (PMB)           | Platin                                                                 | 40.000    |
| Frankreich (SNEP)         | Gold                                                                   | 100.000   |
| Italien (FIMI)            | Gold                                                                   | 50.000    |
| Mexiko (AMPROFON)         | Diamant · + 2× Platin                                                  | 980.000   |
| Portugal (AFP)            | Gold                                                                   | 5.000     |
| Schweiz (IFPI)            | Gold                                                                   | 10.000    |
| Spanien (Promusicae)      | 7× Platin                                                              | 420.000   |
| Vereinigte Staaten (RIAA) | 23× Platin                                                             | 1.380.000 |
| Zentralamerika (CFC)      | Platin                                                                 | 70.000    |
| Insgesamt                 | 4× Gold · 14× Platin · 3× Diamant ·                                    | 3.055.000 |

### Ya acabó
| Land/Region       | Auszeichnungen für Musikverkäufe (Land/Region, Auszeichnung, Verkäufe) | Verkäufe |
| ----------------- | ---------------------------------------------------------------------- | -------- |
| Mexiko (AMPROFON) | Platin                                                                 | 140.000  |
| Insgesamt         | 1× Platin ·                                                            | 140.000  |

### Bailé Con Mi Ex
| Land/Region               | Auszeichnungen für Musikverkäufe (Land/Region, Auszeichnung, Verkäufe) | Verkäufe |
| ------------------------- | ---------------------------------------------------------------------- | -------- |
| Mexiko (AMPROFON)         | Gold                                                                   | 70.000   |
| Vereinigte Staaten (RIAA) | Platin                                                                 | 60.000   |
| Insgesamt                 | 1× Gold · 1× Platin ·                                                  | 130.000  |

### La loto
| Land/Region          | Auszeichnungen für Musikverkäufe (Land/Region, Auszeichnung, Verkäufe) | Verkäufe |
| -------------------- | ---------------------------------------------------------------------- | -------- |
| Brasilien (PMB)      | Platin                                                                 | 40.000   |
| Spanien (Promusicae) | Gold                                                                   | 30.000   |
| Insgesamt            | 1× Gold · 1× Platin ·                                                  | 70.000   |

### Amantes
| Land/Region          | Auszeichnungen für Musikverkäufe (Land/Region, Auszeichnung, Verkäufe) | Verkäufe |
| -------------------- | ---------------------------------------------------------------------- | -------- |
| Spanien (Promusicae) | Platin                                                                 | 60.000   |
| Insgesamt            | 1× Platin ·                                                            | 60.000   |

### Arranca
| Land/Region          | Auszeichnungen für Musikverkäufe (Land/Region, Auszeichnung, Verkäufe) | Verkäufe |
| -------------------- | ---------------------------------------------------------------------- | -------- |
| Belgien (BRMA)       | Gold                                                                   | 20.000   |
| Frankreich (SNEP)    | Diamant                                                                | 333.333  |
| Spanien (Promusicae) | 2× Platin                                                              | 120.000  |
| Insgesamt            | 1× Gold · 2× Platin · 1× Diamant ·                                     | 473.333  |

### Chanel
| Land/Region               | Auszeichnungen für Musikverkäufe (Land/Region, Auszeichnung, Verkäufe) | Verkäufe  |
| ------------------------- | ---------------------------------------------------------------------- | --------- |
| Mexiko (AMPROFON)         | Diamant · + Gold                                                       | 770.000   |
| Vereinigte Staaten (RIAA) | 15× Platin                                                             | 900.000   |
| Insgesamt                 | 1× Gold · 5× Platin · 2× Diamant ·                                     | 1.680.000 |

### Mercedes
| Land/Region       | Auszeichnungen für Musikverkäufe (Land/Region, Auszeichnung, Verkäufe) | Verkäufe |
| ----------------- | ---------------------------------------------------------------------- | -------- |
| Mexiko (AMPROFON) | Gold                                                                   | 70.000   |
| Insgesamt         | 1× Gold ·                                                              | 70.000   |

### Que haces
| Land/Region          | Auszeichnungen für Musikverkäufe (Land/Region, Auszeichnung, Verkäufe) | Verkäufe |
| -------------------- | ---------------------------------------------------------------------- | -------- |
| Spanien (Promusicae) | Gold                                                                   | 50.000   |
| Insgesamt            | 1× Gold ·                                                              | 50.000   |

## Auszeichnungen nach Liedern

### Wow Wow
| Land/Region          | Auszeichnungen für Musikverkäufe (Land/Region, Auszeichnung, Verkäufe) | Verkäufe |
| -------------------- | ---------------------------------------------------------------------- | -------- |
| Mexiko (AMPROFON)    | Gold                                                                   | 70.000   |
| Spanien (Promusicae) | Gold                                                                   | 30.000   |
| Insgesamt            | 2× Gold ·                                                              | 100.000  |

### Por El Contrario
| Land/Region       | Auszeichnungen für Musikverkäufe (Land/Region, Auszeichnung, Verkäufe) | Verkäufe |
| ----------------- | ---------------------------------------------------------------------- | -------- |
| Mexiko (AMPROFON) | 7× Gold                                                                | 490.000  |
| Insgesamt         | 1× Gold · 3× Platin ·                                                  | 490.000  |

## Auszeichnungen nach Musikstreamings

### Shower
| Land/Region     | Auszeichnungen für Musikverkäufe (Land/Region, Auszeichnung, Verkäufe) | Verkäufe  |
| --------------- | ---------------------------------------------------------------------- | --------- |
| Dänemark (IFPI) | Platin                                                                 | 2.600.000 |
| Insgesamt       | 1× Platin ·                                                            | 2.600.000 |

## Statistik und Quellen
| Land/RegionAuszeichnungen für Musikverkäufe (Land/Region, Auszeichnungen, Verkäufe, Quellen) | Gold       | Platin         | Diamant       | Verkäufe   | Quellen                 |
| -------------------------------------------------------------------------------------------- | ---------- | -------------- | ------------- | ---------- | ----------------------- |
| Argentinien (CAPIF)                                                                          | Gold1      | 4× Platin4     | —             | 90.000     | Einzelnachweise         |
| Australien (ARIA)                                                                            | —          | 2× Platin2     | —             | 140.000    | aria.com.au             |
| Belgien (BRMA)                                                                               | Gold1      | —              | —             | 20.000     | ultratop.be             |
| Brasilien (PMB)                                                                              | 3× Gold3   | 11× Platin11   | —             | 500.000    | pro-musicabr.org.br BR2 |
| Chile (IFPI)                                                                                 | Gold1      | —              | —             | 40.000     | Einzelnachweise         |
| Dänemark (IFPI)                                                                              | Gold1      | Platin1        | —             | 45.000     | ifpi.dk                 |
| Deutschland (BVMI)                                                                           | Gold1      | Platin1        | —             | 500.000    | musikindustrie.de       |
| Frankreich (SNEP)                                                                            | 3× Gold3   | Platin1        | Diamant1      | 833.333    | snepmusique.com         |
| Italien (FIMI)                                                                               | 5× Gold5   | 2× Platin2     | —             | 270.000    | fimi.it                 |
| Kanada (MC)                                                                                  | Gold1      | 2× Platin2     | —             | 200.000    | musiccanada.com         |
| Kolumbien (ASINCOL)                                                                          | Gold1      | —              | —             | 5.000      | Einzelnachweise         |
| Mexiko (AMPROFON)                                                                            | 11× Gold11 | 24× Platin24   | 8× Diamant8   | 5.640.000  | amprofon.com.mx         |
| Neuseeland (RMNZ)                                                                            | —          | 3× Platin3     | —             | 75.000     | radioscope.co.nz        |
| Niederlande (NVPI)                                                                           | —          | Platin1        | —             | 30.000     | nvpi.nl                 |
| Norwegen (IFPI)                                                                              | —          | 4× Platin4     | —             | 240.000    | ifpi.no                 |
| Peru (UNIMPRO)                                                                               | Gold1      | 9× Platin9     | —             | 57.000     | Einzelnachweise         |
| Polen (ZPAV)                                                                                 | Gold1      | 5× Platin5     | —             | 140.000    | olis.pl                 |
| Portugal (AFP)                                                                               | 4× Gold4   | —              | —             | 20.000     | Einzelnachweise         |
| Schweden (IFPI)                                                                              | —          | 2× Platin2     | —             | 80.000     | sverigetopplistan.se    |
| Schweiz (IFPI)                                                                               | 2× Gold2   | —              | —             | 20.000     | hitparade.ch            |
| Spanien (Promusicae)                                                                         | 7× Gold7   | 44× Platin44   | —             | 2.900.000  | elportaldemusica.es     |
| Vereinigte Staaten (RIAA)                                                                    | 4× Gold4   | 68× Platin68   | 12× Diamant12 | 14.220.000 | riaa.com                |
| Vereinigtes Königreich (BPI)                                                                 | 2× Gold2   | —              | —             | 800.000    | bpi.co.uk               |
| Zentralamerika (CFC)                                                                         | —          | 3× Platin3     | —             | 210.000    | cfc-musica.com          |
| Insgesamt                                                                                    | 50× Gold50 | 187× Platin187 | 21× Diamant21 |            |                         |